# José Luis Casado Soto
José Luis Casado Soto (Santander, Cantabria, 21 de junio de 1945 - Torrelavega, Cantabria, 4 de septiembre de 2014) fue un escritor, historiador, arqueólogo y museógrafo. Experto en historia naval, fue director del Museo Marítimo del Cantábrico y publicó artículos, libros y ensayos sobre historia de la Armada Española e historia de Santander y Cantabria.

## Biografía
Santanderino, padre de dos hijas, era uno de los referentes de la historia naval y marina de Santander y discípulo cercano de Joaquín González Echegaray, del que estaba preparando una biografía tras su muerte a comienzos del año 2013. Profesor de dibujo y licenciado en Bellas Artes por la Escuela Superior de Bellas Artes de San Fernando, fue nombrado correspondiente de la Real Academia de la Historia en 1978. Hasta 1976 ejerció la docencia y desempeñó el cargo de secretario de la Escuela de Bellas Artes de Bilbao, hasta que en 1985 fue nombrado director del Museo Marítimo del Cantábrico, donde desempeñó su labor hasta su jubilación.
No se retiró de historiador, arqueólogo, investigador y escritor, profesiones que siguió ejerciendo hasta el final. Pero fue el Museo Marítimo del Cantábrico, del que era fundador, lo que consideraba como un hijo y por lo que luchó contra viento y marea en los últimos 35 años.
Defensor radical del patrimonio urbano de Santander en torno al frente marítimo y a la catedral, entre otros puestos de vinculación cultural que ocuparía, destaca el de director del anuario ‘Juan de la Cosa’ y el del Instituto de Estudios Marítimos. Fue miembro del Centro de Estudios Montañeses, institución que presidió entre los años 1985 y 1989, del Instituto de Etnografía y Folclore ‘Hoyos Sáinz’ y del Instituto de Historia y Cultura Naval del Cuartel General de la Armada. También ocupó el cargo de secretario de la Institución Cultural de Cantabria y consejero provincial de Bellas Artes.
Es autor de innumerables artículos de historia marítima e historia regional y ha dirigido e impartido cursos y conferencias en diferentes universidades e instituciones españolas y extranjeras. Ha escrito voces para enciclopedias y guiones para audiovisuales nacionales y extranjeros. Ha comisariado más de 48 exposiciones de carácter temático naval y asesorado otras de carácter histórico, escrito en medios de comunicación nacionales y extranjeros.
Falleció el 4 de septiembre de 2014 tras sufrir un accidente de tráfico en la autovía A-8 mientras conducía su coche cerca de la localidad de Caviedes.

## Obras
Además de más de doscientos trabajos en libros colectivos y revistas nacionales y extranjeras, escribió entre otros, ‘Fortificaciones de la Maruca a la batería de San Pedro del Mar y el Castillo de la Corbanera’, con María del Carmen González Echegaray (1977); ‘La provincia de Cantabria, notas sobre su constitución y ordenanzas (1727-1833)’ (1979); ‘Cantabria vista por viajeros de los siglos XVI y XVII’ (1980); ‘Ballenas y delfines del Cantábrico’ (1981); ‘Santander, puerto romano. Excavaciones bajo la catedral’, en colaboración con Joaquín González Echegaray (1985); ‘Historia de Cantabria siglos XVI y XVII’ (1986); 'Cantabria y la mar en la Historia' (1987); ‘Los barcos españoles del siglo XVI y la Gran Armada de 1588’ (1988); ‘La provincia de Cantabria’ (1989); ‘Santander, una villa marinera en el siglo XVI’ (1990); ‘Diálogos del arte militar’ (1992); 'La imagen del Mundo. 500 años de cartografía' (1992); 'Arqueología subacuática en Cantabria. Un patrimonio secular en peligro' (1992) con G. García Castrillo, B. Gómez Vega y P. Sarabia Rogina; ‘La catástrofe del Machichaco’, con Luis Santiago Sazatornil y José Antonio Sarabia (1993); ‘Rutas jacobeas por Cantabria’, con Fernando Barreda y María del Carmen González Echegaray (1993); 'Barcos y Astilleros. La Construcción Naval en Cantabria' (1993) con G. García Castrillo, B. Gómez Vega y P. Sarabia Rogina; ‘Discurso de Bernardino de Escalante al rey y sus ministros (1585-1605)’ (1995); ‘El concejo de Gornazo’ (1995); 'Hay un Lugar. Cantabria Liébana, Jubileo 1995' (1995); 'El País Vasco y la mar a través de la historia' (1995) con M. Gárate Ojanguren, J. Pardo San Gil y J. I. Tellechea Idígoras; 'El puerto de Santander en la Cantabria Romana' (1995) con Joaquín González Echegaray; 'El concejo de Gornazo: ordenanzas de los siglos XVI y XVII' (1995); ‘La catedral de Santander, patrimonio monumental’ (1997); ‘La catedral de Santander: primer monumento de Santander’ (1997); ‘Santander y Cantabria en la conquista de Sevilla’ (1998); ‘Catálogo del patrimonio cultural de Cantabria’ (2000), ‘San Martín de Bajamar y el dique de Gamazo’, con José Antonio Sarabia y Víctor Manuel Moreno (2000); 'Guía del Peregrino a Santo Toribio' (2000); ‘Febrero 1941: El incendio de Santander’ (2001); 'El Códice de los Trajes, Trachtenbuch (Christoph Weiditz)' (2001); ‘Cantabria: guía cultural’ (2002); 'Cantabria siglo XX. Acelerado tiempo de cambios' (2002); La Catedral de Santander: recuperación de un monumento olvidado' (2002) con J. Polo Sánchez y N. Fernández Fernández; ‘Santander hace 500 años: la peste y el voto de San Matías’, con Joaquín González Echegaray (2003); 'Astillero y Guarnizo. Retazos para la memoria' con R. Cavia Soto y J. M. Guerra López; 'Historia y Naturaleza. El Castillo del Rey en la villa de San Vicente de la Barquera' (2003); 'El Puerto de Santander, una aventura en el tiempo' (2004); 'Beato de Liébana. Obras completas y complementarias' (2004) con J. González Echegaray, A. del Campo y L. G. Freeman; 'Santander en el tiempo' (2005); ‘Los últimos pastores de los Picos de Europa’, con Ernesto Bustio (2006); 'Real Sociedad de Tenis de La Magdalena. Cien años. 1906-2006' (2007); 'La Asociación Cultural Plaza Porticada y sus Premios de Honor' (2014).